# Ставрос Теодоракіс
Ставрос Теодоракіс (грец. Σταύρος Θεοδωράκης; нар. 1963, Драпаніас, Крит) — грецький журналіст, телеведучий і політик.
З 1984 року він працював у журналістиці, спочатку на радіостанціях. З 1985 по 1987 рік він також вів просвітницьку діяльність у середовищі циган. У 2000 році він став ведучим телевізійної програми Protagonistes каналі NET, що належить ERT. У 2006 році він перейшов до приватної станції Mega. Він опублікував кілька книг, був журналістом газети «Ta Nea».
У 2014 році він заснував і очолив партію «Річка», у 2015 році був обраний до парламенту Греції.